# Hyperprolactinémie
 Mise en garde médicale
L'hyperprolactinémie est l'augmentation excessive de la prolactine dans le sang (plus de 25 ng/ml chez la femme et plus de 15 ng/ml chez l'homme).
La prolactine est une hormone peptidique produite par la partie antérieure de l'hypophyse (antéhypophyse). Elle est impliquée dans la lactation, le développement des seins pendant la grossesse. L'hyperprolactinémie peut causer une production d'un flux spontané de lait et des anomalies dans la période menstruelle normale chez les femmes. Elle peut provoquer un hypogonadisme, une infertilité et des dysfonctions érectiles chez les hommes.
L'hyperprolactinémie peut être physiologique lors d'une grossesse et durant l’allaitement. Elle peut aussi être causée par l'arrêt de la régulation normale de la prolactine à cause de certains médicaments. L'hyperprolactinémie peut aussi être causée par d'autres maladies comme des maladies des reins, des ovaires et de la thyroïde.

## Épidémiologie
La prévalence de l'hyperprolactinémie est de 0.4 % en population générale adulte et de 9 à 17 % chez les femmes présentant des désordres de la fonction de reproduction.

## Physiologie
La prolactine est l'hormone de la lactation sécrétée par la partie antérieure de l'hypophyse.
Elle est contrôlée par deux substances :
- principalement par la dopamine de la tige pituitaire, qui exerce une rétroaction négative (inhibition). Une diminution de la dopamine émise par l'hypothalamus dans la tige pituitaire se traduira donc par une augmentation de la sécrétion de prolactine.
- accessoirement par la TSH qui exerce une rétroaction positive (stimulation). Si la TSH est augmentée, la sécrétion de prolactine augmente donc également.

Elle entraîne une hypoestrogénie (diminution des œstrogènes).

## Diagnostic clinique

### Chez la femme
Les symptômes chez la femme peuvent être les suivants :
- aménorrhée (absence totale des règles), signe le plus fréquent, ou oligoaménorrhée (moins de quatre cycles par an) ;
- galactorrhée : peut être unilatérale ou bilatérale, spontanée ou provoquée par stimulation du mamelon. Elle n'est significative que si elle est faite de liquide lactescent contenant de la caséine et qu'elle survient à distance du post-partum ;
- baisse de la libido, dyspareunie, sécheresse vaginale ;
- infertilité.

### Chez l'homme
- une diminution de la libido et des troubles érectiles chez l'homme (dysfonction érectile, impuissance) ;
- plus rarement une gynécomastie.

La galactorrhée est rarissime chez l'homme, même avec des taux très importants de prolactine.
Le diagnostic d'hyperprolactinémie est simple chez la femme, mais très difficile et souvent tardif chez l'homme, car l'impuissance et la baisse de la libido sont des symptômes peu spécifiques, dont les patients peuvent ne pas se plaindre spontanément auprès du médecin.

### Signes associés
Ces symptômes d'hyperprolactinémie sont accompagnés par les signes de la cause de cette hyperprolactinémie : dans le cas d'un adénome lactotrope, son expansion dans la boîte crânienne elle-même provoque des symptômes : troubles du champ visuel (hémianopsie bitemporale), céphalées.

## Examens complémentaires
Essentiellement :
- un dosage de la prolactinémie (prolactine dans le sang) : la limite supérieure de la normale, variable selon les laboratoires, se situe vers 20 ng/ml (15 à 25 ng/ml) ;
- une IRM hypophysaire centrée sur la selle turcique pour chercher une tumeur hypophysaire.
- un dosage de TSH à la recherche d'une hypothyroïdie périphérique : l'augmentation de la TRH stimulant aussi la sécrétion des cellules lactotropes.

Il est possible d’effectuer aussi un champ visuel pour évaluer l'atteinte sur les voies visuelles en cas de macroadénome.
Un scanner est beaucoup moins sensible et donc moins pertinent.

## Causes

### Hyperprolactinémie par levée d'inhibition
- Blocage de la dopamine par des médicaments (cause iatrogène) : neuroleptiques, neuroleptiques « cachés » (anti-nauséeux ou anti-spasmodiques), antidépresseur, œstrogène, certains hypotenseurs centraux (alphaméthyldopa). Tous les médicaments à effet antidopaminergiques peuvent provoquer une hyperprolactinémie.
- Adénomes hypophysaires comprimant la tige pituitaire (hypophysaire), levant l'inhibition de la sécrétion de prolactine par la dopamine (hyperprolactinémie de déconnexion).
- Lésion de la tige pituitaire. La prolactine est augmentée dans l'hypopituitarisme, alors que les autres hormones antéhypophysaires sont diminuées (TSH, FSH, LH, ACTH).
- Irradiation crânienne (dans le cadre de radiothérapie).

### Hyperprolactinémie par excès de production
- Adénome hypophysaire lactotrope : microadénomes (moins de 1 cm) ou macroadénomes (plus de 1 cm), les plus fréquents[Note 1], responsables d'une hyperprolactinémie importante (souvent plus de 150 ng/ml).

### Hyperprolactinémie secondaire
- Lésion ou tumeur de l'hypothalamus
- Hypothyroïdie primaire (par augmentation de la sécrétion de TSH). L'hypothyroïdie secondaire (avec baisse de TSH) ne provoque pas d'hyperprolactinémie.
- Syndrome des ovaires polykystiques chez la femme
- Insuffisance rénale chronique
- Sarcoïdose[4]
- Métastase de carcinome bronchopulmonaire[5]

## Traitement
Il dépend de la cause de l'hyperprolactinémie :
- Arrêt du médicament en cause en cas d'hyperprolactinémie iatrogène.
- Résection chirurgicale en cas d'adénome hypophysaire lactotrope.
- Agonistes dopaminergiques (bromocriptine, cabergoline, lisuride, quinagolide), extraits de vitex agnus-castus[6].

## Fausses hyperprolactinémies
Le dosage de la prolactinémie peut être faussé par les situations suivantes :
- stress (la prolactine est une hormone de stress[réf. nécessaire]) ;
- macroprolactinémie : agrégats sanguins de prolactine par des anticorps, le plus souvent sans symptômes d'hyperprolactinémie
- et évidemment, la fin de la grossesse et le post-partum, où l'hyperprolactinémie est physiologique.